# Druškovec Gora
Druškovec Gora is een plaats in de gemeente Hum na Sutli in de Kroatische provincie Krapina-Zagorje. De plaats telt 112 inwoners (2001).